# Adidas Al Rihla

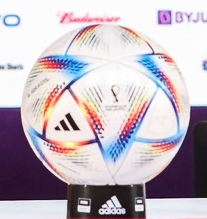
Mingea Adidas Al Rihla

Adidas Al Rihla (în arabă الْرِّحْلَة) este o minge oficială pentru fotbal produsă de Adidas. Este mingea oficială a Campionatul Mondial de Fotbal 2022 din Qatar. Mingea conține o unitate de măsurare inerțială suspendată în interiorul balonului său care furnizează arbitrului asistent video date instantanee foarte detaliate despre mișcarea mingii. Mingea a fost concepută pentru durabilitate, fiind prima minge de meci oficială a Campionatului Mondial de Fotbal care a fost produsă cu cerneluri și adezivi ecologici.

## Rerințe
1. 1 2  „سريعة و"ذكية".. ما لا تعرفه عن كرة مونديال 2022!”. العربية (în arabă). 20 noiembrie 2022. Accesat în 20 noiembrie 2022.
2. ↑  US, John Eric Goff,The Conversation. „Men’s World Cup Soccer Ball, the Al Rihla, Has the Aerodynamics of a Champion”. Scientific American (în engleză). Accesat în 20 noiembrie 2022.
3. ↑  Pyzdrowski, Matt. „How does the 2022 World Cup ball stack up with previous editions? Reviewing 'Al Rihla'”. The Athletic (în engleză). Accesat în 20 noiembrie 2022.
4. ↑  „Qatar World Cup: Al Rihla, a football inspired by the architecture, boats, and flag of Qatar”. gulfnews.com (în engleză). Accesat în 20 noiembrie 2022.
5. 1 2  „Al Rihla by adidas revealed as FIFA World Cup Qatar 2022™ Official Match Ball”. www.fifa.com (în engleză). 30 martie 2022. Accesat în 20 noiembrie 2022.